# Neurolog
Neurolog – lekarz specjalista zajmujący się diagnostyką i leczeniem chorób układu nerwowego, czyli neurologią. Prawo do używania tytułu specjalisty neurologa może uzyskać lekarz posiadający prawo wykonywania zawodu po ukończeniu szkolenia specjalizacyjnego odbywanego pod nadzorem kierownika specjalizacji przez co najmniej pięć lat (po ukończeniu stażu podyplomowego i zdaniu lekarskiego egzaminu praktycznego). Obecnie specjalizacja z neurologii jest jednostopniowa. Przed 1999 rokiem tytuł specjalisty neurologa (specjalisty drugiego stopnia) można było uzyskać dopiero po wcześniejszym uzyskaniu tytułu lekarza neurologa (czyli ukończeniu specjalizacji pierwszego stopnia).
W trakcie pięcioletniego okresu specjalizacji specjalizujący się lekarz musi m.in. odbyć kursy z elektroencefalografii, elektromiografii, USG Dopplera, padaczki, neuroradiologii i neuropatologii. Program specjalizacji przewiduje także konieczność przepracowania jako stażysta na oddziałach: psychiatrycznym, neurochirurgicznym, internistycznym, intensywnej opieki medycznej i neurologii dziecięcej od jednego do trzech miesięcy. Wymagane jest też odbycie przynajmniej 120 dyżurów lekarskich w oddziale neurologicznym lub izbie przyjęć.
Specjalizacja kończy się egzaminem państwowym przeprowadzanym według rozporządzenia Ministra Zdrowia i Opieki Społecznej.